# Pseudoscaphirhynchus fedtschenkoi
Espèce
Synonymes
- Scaphirhynchus fedtschenkoi Kessler, 1872

Statut de conservation UICN

 CR C2a(i,ii); D : 
En danger critique
Statut CITES
Pseudoscaphirhynchus fedtschenkoi est une espèce de poissons appartenant à l'ordre des Acipenseriformes.